# Pedois humerana
Pedois humerana là một loài bướm đêm thuộc họ Depressariidae. Loài này có ở Úc.

## Hình ảnh

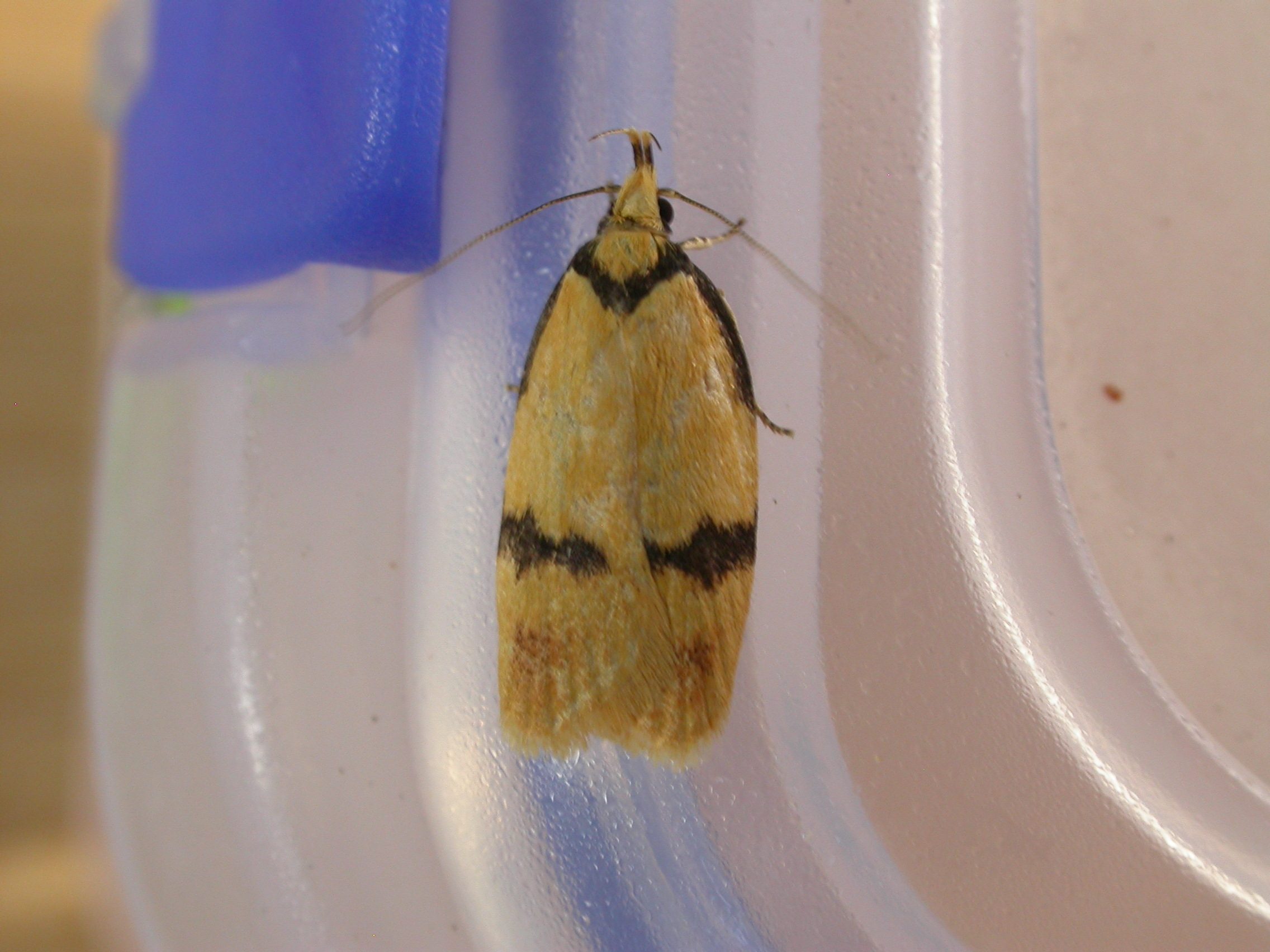